# Avalanche Rocks
Avalanche Rocks är en kulle i Antarktis. Den ligger i Östantarktis. Australien gör anspråk på området. Toppen på Avalanche Rocks är 158 meter över havet.
Terrängen runt Avalanche Rocks är platt åt nordväst, men åt sydost är den kuperad. Trakten är obefolkad. Det finns inga samhällen i närheten.